# Lutnia (dopływ Zielawy)
Lutnia – rzeka dorzecza Bugu, prawy dopływ Zielawy o długości 35,91 km. Źródło głównego nurtu w okolicy wsi Mazanówka-Kalichowszczyzna  i płynie w kierunku północno-zachodnim. Mija miejscowości  Huszcza Druga  i Huszcza Pierwsza, po czym zmienia kierunek na północny i przepływa przez miejscowości: Koszoły, Kościeniewicze, Piszczac, Chotyłów, a w okolicach miejscowości Kłoda Duża wpada do Zielawy. Boczne dopływy Lutni biorą początki w okolicach wsi Wiski, kolejne dwa z Tucznej. Kolejnym jest Piszcza ze źródłem w Dobrynce. Wszystkie ww. dopływy prawobrzeżne dla rzeki Lutnia. Największa zapora – tama metalowo-betonowa znajduje się na granicy terytorialnej gmin Zalesie i Piszczac.